# Курси (Апулия)
Курси (итал. Cursi) — коммуна в Италии, располагается в регионе Апулия, в провинции Лечче.
Население составляет 4261 человек (2008 г.), плотность населения составляет 515 чел./км². Занимает площадь 8 км². Почтовый индекс — 73020. Телефонный код — 0836.
Покровителями коммуны почитаются Пресвятая Богородица (Madonna dell'Abbondanza), празднование 9, 10 и 11 июля, и святитель Николай Мирликийский.

## Демография
Динамика населения:

## Администрация коммуны
- Официальный сайт: http://www.cursi.it